# Stevie Ray Vaughan
- Scuttle ButtinStevie Ray Vaughan and Double Trouble Couldn't Stand the Weather (1984)
- Voodoo Child (Slight Return)Stevie Ray Vaughan and Double Trouble Couldn't Stand the Weather (1984)

Nem tudod lejátszani a fájlt?
Stevie Ray Vaughan (született Stephen Ray Vaughan) (Dallas, Texas, 1954. október 3. – East Troy, Wisconsin, 1990. augusztus 27.)  amerikai gitáros, zeneszerző, és énekes. Gyakran emlegetik nevének rövidítésével: SRV.

## A kezdetek – Dallas
Dallasban nevelkedett. Bátyja, Jimmie Vaughan szintén blueszenész.
Stevie említi, hogy Jimmie egyik barátja, Doyle Bramhall volt „…az első, aki azt mondta, jól zenélek”, és folytatásra biztatta.
1965-ben a testvérek blueszenei pályafutása majdnem véget ért szüleik (Martha és Jimmie) által, mivel drog- és alkoholfogyasztásuk nőtt. Mégis a korlátozások ellenére csak megszállta a kis Stevie-t az "ördög". Saját bevallása szerint egy dallasi gyorsétteremben dolgozott mosogatófiúként, mikor azt mondta magának "…ezt márpedig soha többet újra… gitározni fogok majd, mint Albert King."

Stevie Ray Vaughan szobra Austinban (Texas, USA)

Középiskolásként belekóstolt a garázsban gyakorló együttesek életébe: Cast of Thousands, Krackerjack, Nightcrawlers, az utóbbi zenekarba Doyle Bramhall hívta meg. A csapat aránylag sikeres volt, mindaddig, míg a kiadójuk (A&M) úgy nem döntött, nem adja ki a srácok lemezét. A csalódott együttes visszautazott Texasba. Tehát 1973-ban, úton hazafelé Stevie megtalálta "első feleségét" ("First Wife"), egy 1959-esnek hitt Fender Stratocastert, ami az első helyen maradt egész élete során, már ami a gitárokat illeti.
Az első komolyabb zenekara a Paul Ray & The Cobras volt, akikkel austin-i bárokban lépett fel az  1970-es évek közepén. Egyben az első együttes, mellyel felvételt készített (Other Days, 1975) (W.C. Clark – basszus, Lou Ann Barton – énekes, Freddie "Pharoah" Walden – dob és Mike Kindred – billentyűs). 1975-ben megalapította a Triple Threat együttest (basszusgitár – Jackie Newhouse, dobos – Chris "Whipper" Layton, énekes – Lou Ann Barton). Rövid ideig a szaxofonos Johnny Reno is csatlakozott hozzájuk, Freddie helyét pedig átvette Chris. A későbbi Double Trouble körvonalazódni kezdett…
A texasi bárokban eltöltött évek után 1978-ban Barton elhagyta az együttest  a "Roomful Of Blues"-ért, a srácok pedig egy apró változtatást vittek véghez a zenetörténetet illetően: felvették a Double Trouble nevet ( Otis Rush dala után) és Stevie a zenekar érdes hangú énekesévé lépett elő.

## A Double Trouble
A Double Trouble Austin környékén tevékenykedett és Texasban hamar nagy ismertségre tett szert. Felfigyelt tehetségére Johnny Winter gitáros is és Clifford Antone a legendás Antone's klub vezetője is. Az áttörést az 1980. április 1-jén Steamboat 1874-ben, Austinban rögzített fellépés rádiófelvétele jelentette számukra, melynek felvétele Mick Jagger kezei közt landolt. Később posztumusz korongként ezt meg is jelentették In the beginning címmel. Következett a Montreux-i Jazz Fesztivál.
1982-ben a Mountreux-i Jazz Fesztiválon David Bowie és Jackson Browne figyelmét is felkeltették. Bár a koncertjük vegyes fogadtatásban részesült, mégis így történt, hogy Stevie az 1982-es Let's Dance című David Bowie albumon játszik. Stevie és együttese stúdióközelbe kerül, hiszen ingyen dolgozhattak Brown stúdiójában. Rögzítették mint demót és a későbbi Texas Flood albumot.
Rövidesen lemezszerződést kötött velük az Epic kiadó, és az a bizonyos bemutatkozó album végre megérkezett.

## Texas Flood (1983)
Vaughannak és zenekarának a bemutatkozó albuma 1983 nyarán jelent meg Texas Flood címmel (Epic, l38734), pár hónappal a Bowie album megjelenése után. A felvételek a Los Angeles-i Down Town Studio-ban készültek Kaliforniában és az austini Riverside Sound stúdióban Texasban. A címadó dal Larry Davis szerzeménye.
1999-ben újra kiadták 5 mindaddig kiadatlan élő felvétellel, melyeket 1983. szeptember 23-án rögzítettek élőben.
Az albumon szereplő szerzemények:
- 1. Love Struck Baby (SRV)
- 2. Pride And Joy (SRV)

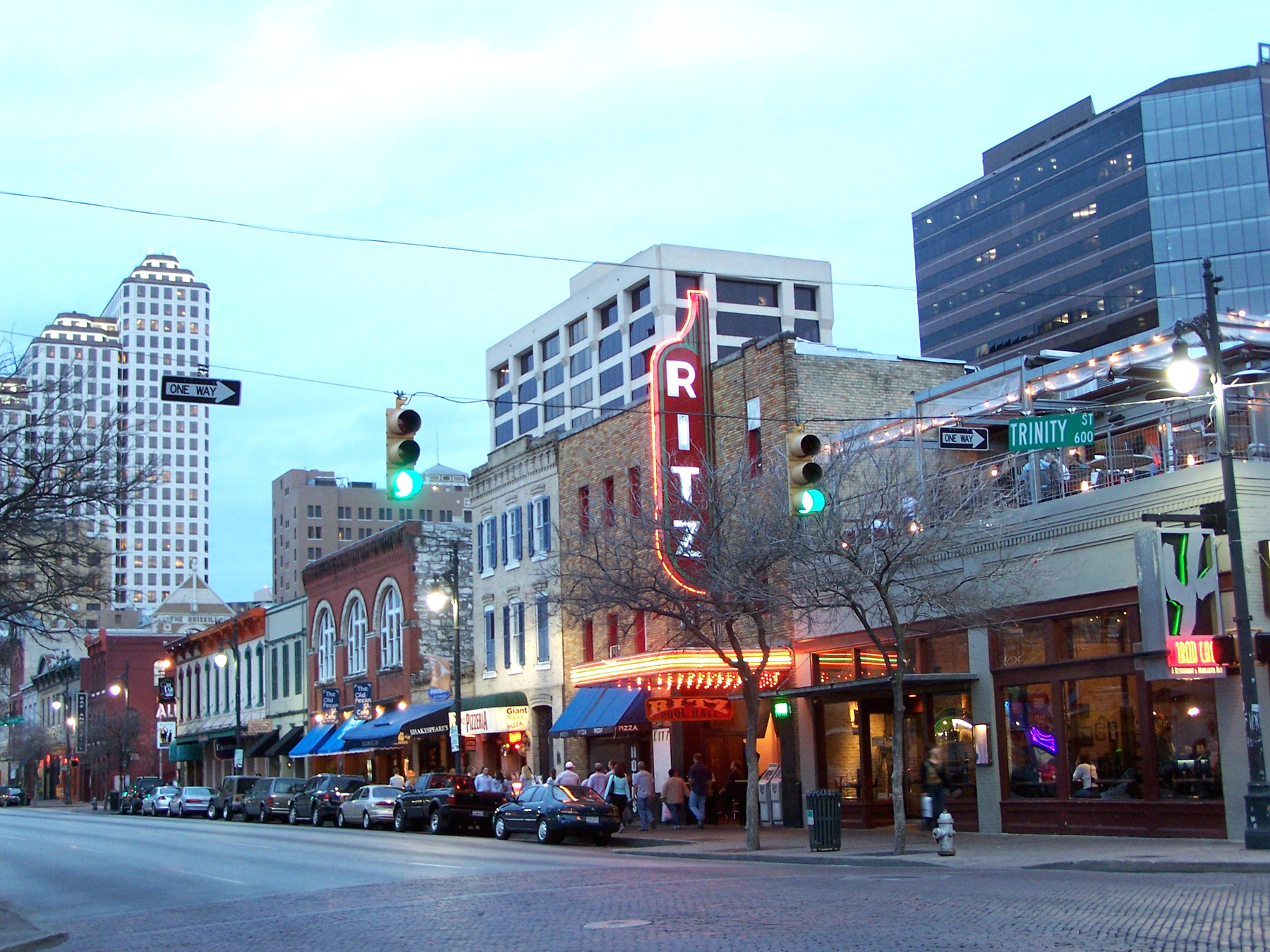
A 6.-ik utca Austin szívében

- 3. Texas Flood (dalszöveg: Larry Davis, zene: SRV)
- 4. Tell Me (C. Burnett)
- 5. Testify (Ismeretlen szerző)
- 6. Rude Mood (SRV)
- 7. Mary Had A Little Lamb (Buddy Guy)
- 8. Dirty Pool (dalszöveg: Doyle Bramhall, zene: SRV)
- 9. I'm Cryin' (SRV)
- 10. Lenny (SRV)

Bővített változat:
- 11. SRV Speaks (Timothy White Rock Stars Show, 1989)
- 12. Tin Pan Alley (R. Geddins)
- 13. Testify (élő)
- 14. Mary Had A Little Lamb (élő)
- 15. Wham (élő)

## Az elismerés
Az album két Grammy jelölést is kapott („Best Traditional Blues Recording” és „Best Rock Instrumental Performance” a Rude Mood c. szerzeményért).
Az album producere John Hammond (Billie Holiday, Bob Dylan és Bruce Springsteen felkarolója, felfedezője) a dalok pedig mind SRV örökzöldek: Love Struck Baby, Pride And Joy, Texas Flood, Tell Me, Testify, Rude Mood, Mary Had A Little Lamb, Dirty Pool, I'm Cryin', Lenny, Tin Pan Alley, Wham.
A Voodoo Child (Slight Return) album megkapta a jelölést a „Best Rock Instrumental Performance”-ra.[forrás?] Ugyanebben az évben SRV megkapja a W.C. Handy National Blues díjat mint „Entertainer Of The Year” (Az év szórakoztató egyénisége) és „Blues Instrumentalist Of The Year” (A legjobb instrumentális blues előadó). Ez volt az első alkalom, mikor a két díjat egy és ugyanazon személy söpörte be…
A '85-ös „Soul To Soul” a Double Trouble harmadik lemeze, és ismét aranylemez, Stevie a 15. Grammy jelölésénél jár ekkor, de a „Live Alive” idején SRV az összeomlás szélén áll. Az 1986-os németországi turné során rosszulléteit és összeesését követően az egész turnét lemondták.
Stevie a rehabilitáción eltöltött idő után megmutatta, hogy nem adja fel. Ezután teljesen felhagyott az alkohollal és droggal, majd két album producereként is feltűnik (In Step és Family Style). Az In Step-ért 1990-ben Grammy-díjat kapott.
Gyermeke nem volt, de…
„Sajnos nem volt gyermeke, mondjuk egy fia, aki tovább vihette volna az apja hagyatékát. Ezen többször is gondolkodtam és szerintem Stevie-nek rengeteg fia van: minden olyan gitáros, aki szeretetből, tiszteletből és kellő alázattal játssza a zenéjét, és nem hagyja a lángot kialudni!” 

## A végső búcsúzás
Rajongói véleménye szerint minden idők legnagyobb fehér blues-gitárosa volt. Stevie Ray Vaughan élete egyik legjobb koncertjét adta élete utolsó éjszakáján. Alpine Valley-ben Eric Claptonnal, Buddy Guy-jal, Robert Cray-jel, és testvérével, Jimmie Vaughannal játszotta Robert Johnson klasszikus "Sweet Home Chicago"-jának 20 perces változatát.
Az Alpine Valley-ben rendezett koncert után a Vaughan és Clapton turné csapatának számos tagja lelte halálát, mikor az őket szállító helikopter sűrű ködbe került és lezuhant egy sídomb mellett. Stevie Ray búcsúztatásán Dallasban Bonnie Raitt, Stevie Wonder és Jackson Browne énekelték az Amazing Grace-t. Több, mint 3000 rajongó fogta körül a búcsúzó barátokat a helyszínen.
Nyughelye 1990. augusztus 31-e óta a Laurel Land Memorial Park, 6000 South R.L. Thornton Freeway (IH 35E) Dallas, Texas, 75232. 

## Emlékezete
- 1991-ben Ann Richards, Texas állam kormányzója október 3. napját hivatalosan is Stevie Ray Vaughan nappá nyilvánította.
- Megjelent a "Sky Is Crying" posztumusz album.
- Buddy Guy a 'Remembering Stevie' c. dallal emlékezett meg Stevie-ről (lásd: Damn Right I've Got The Blues album).
- 1992 A Fender (Fender Musical Instruments Corporation) megkezdte a Stevie Ray Vaughan Signature Stratocasterek gyártását, melynek felépítésében még Stevie segédkezett. A kopott, 1959-esnek hitt, de 1963-as 'Number One' avagy 'First Wife' a gitár modellje.
- 1993 Stevie Ray Vaughan Memorial Scholarship Fund létrejött a Communities Foundation of Texas és Martha Vaughan vezetésével.
- 1994 Austin városa az Auditorium Shores Parkban szobrot állított SRV-nek (a 'Town Lake' mellett), mely korábban számos Stevie koncert helyszíne volt. A szobrot Ralph Helmick készítette, Tom Randall látványtervező pedig az alkotás elhelyezésében volt segítségére.
- 1995 Megalapítják az SRV Guitar Works nevű, használt és új gitárokkal foglalkozó céget Japánban. (Okuda Factory Inc.) [7]
- 1996 Eric Johnson 'SRV' c. szerzeményével emlékezett Stevieről (lásd: Venus Isle album)
- 1999 Steve Vai rögzítette a Jibboom c. számot, melyet Stevie emlékére komponált (lásd: 'The Ultra Zone' album)

## Idézetek kollégáktól, barátoktól
- "Milyen volt az Eddie Floyd zenéje? Mint a mennydörgés, ő maga pedig mint a villámlás, amikor lesújtott, az vérfagyasztó volt. Buddy Guy
- "Stevie-nek rengeteg módszere volt hogy megmutassa, nem csak tehetsége volt a blues-hoz, de érzéke is. Jó volt ahogy játszott, és az is, amit játszott. Hibátlannak tűnt, ahogy mozgott vele." "...és meghallod, megállsz, te jó ég, hallgasd hogy játszik ez az ember. És még fiatal is!" B. B. King
- "Emlékszem, mennyire elbűvölt, hogy soha, semmikor nem tűnt elveszettnek sehogy sem. Úgy értem, soha nem történt olyan, hogy vett egy nagy levegőt, vagy megállt egy kicsit átgondolni, hogy merre is menjen ezután. Egyszerűen csak kiáramlott belőle." Az ereje.. az ereje abban az energiában rejlett, amit a gitárral és az énekével és a zenéjével és a teljes egészével teremtett." Eric Clapton
- "Az egyik legnagyobb blues zenész aki valaha is felemelt egy gitárt." John Lee Hooker
- "Nem tartott sokáig, hogy Stevie Ray Vaughant, az embert a nyilvánosság szemében felváltsa Stevie Ray Vaughan, a legenda. A tragikus halála 35 éves korában azonnal imádat tárgyává tette a nagy rock and roll tradícióban. Ilyen tragikus körülmények közötti halála, azután, hogy úrrá lett az alkohol és drog által keltett démonain, szinte szentté emelte."  Joe Nick Patoski és Bill Crawford: "Caught in the Crossfire"
- "Egy blues riffet hallok a sűrű éjszakában. Te lennél az, kis bluesfiú? Egy messzi hegyen találták a keresztedet, azt mondják, ott, ahol vadvirágok nőnek. Ott fent játszod a bluest valahol? Ó Istenem, azt hiszem tudom..." Joe Boy Cook (Stevie Ray nagybátyja)
- "Egyszerűen megvolt neki a... megvolt neki az érzés... egy.. egy különleges ajándék. Egy ajándék volt." Art Neville
- "...és képes volt csak folytatni tovább és tovább és tovább és csak.. tudod.. beszélt hozzád. Nagyszerű volt. Robert Cray
- "Azt hiszem... a leginkább.. a legmaradandóbb emlékem Stevie-ről a szenvedélye." Bonnie Raitt
- "Nos, mikor rá gondolok, akkor úgy gondolok rá, mint a kistestvérem. Úgy értem, egy hihetetlen zenész volt, ezt mind tudjuk." "Én tanítottam. Mármint, én kezdtem el előbb játszani. Három évvel idősebb voltam... vagyok nála. Szóval szereztem egy gitárt, és elkezdtem bluest játszani, elkezdtem blues felvételeket hazavinni, és ahogy tanultam a dolgokat, ő ott ült. Én meg mondtam neki, hogy hozzá ne merészeljen nyúlni a gitáromhoz. Még eszébe se jusson." Jimmie Vaughan

## Diszkográfia

### Stúdiófelvételek (Stevie Ray Vaughan & Double Trouble)
- 1983 Texas Flood (Epic Records)
- 1984 Couldn't Stand The Weather (Epic Records)
- 1985 Soul To Soul (Epic Records)
- 1986 Live Alive! (Epic Records) (válogatott élő felvételek 1985-1986-ig)
- 1989 In Step (Epic Records)

### Posztumusz
- 1990 Family Style (Jimmie Vaughannal)(Epic Records)
- 1991 The Sky Is Crying (Epic Records)
- 1992 In The Beginning (Epic Records)
- 1993 Sacred Sources 1, Live Forever (Cohiba, 697 124 004-4 )(Riviera Paradise Stevie utolsó koncertjéről)
- 1995 Greatest Hits
- 1997 Live At Carnegie Hall (Sony Music)(1984. október 4-ei koncertfelvétel, Stevie Ray 30.-ik születésnapja alkalmából)
- 2000 SRV Box Set (Sony Music)(3cds)(1dvd-1989ACL korábban kiadatlan jelenetek)
- 2001 Live At Montreux: 1982 & 1985 (Sony Music)

### Közreműködései más zenészek lemezein
- 1971 A New Hi, Cast of Thousands, Tempo 2, T2-1
- 1983 Texas Twister, Johnny Copeland, Rounder, 2040
- 1983 Soulful Dress, Marcia Ball, Rounder, 3078
- 1983 Let's Dance, David Bowie, EMI-America, SO-17093
- 1985 Twilight Time, Bennie Wallace, Blue Note, BT 85107
- 1985 Strike Like Lightning, Lonnie Mack, Alligator, AL 4739
- 1985 Living For A Song, Roy Head, Texas Crude, 22613
- 1986 Heartbeat, Don Johnson, Epic, EK 40366
- 1986 Gravity, James Brown, Scotti Bros., 5212-2-SB
- 1986 Famous Blue Raincoat, Jennifer Warnes, Cypress, 661111
- 1986 Emerald City, Teena Marie, Epic, FE 40318
- 1987 I'm In The Wrong Business, A.C. Reed, Alligator, AL 4757
- 1987 Characters, Stevie Wonder, Motown, MCD 06248 MD
- 1988 Loaded Dice, Bill Carter, 1988, CBS, BFZ 44039 (with Jimmie Vaughan)
- 1988 Distant Drums, Brian Slawson, CBS, 42666
- 1990 Under The Red Sky, Bob Dylan, Columbia, C 46794 (with Jimmie Vaughan)
- 1990 Family Style, the Vaughan Brothers, Epic, ZT/ZK 46225 (with Jimmie Vaughan)
- 1994 Bird Nest On The Ground, Doyle Bramhall, Antones, W027
- 1994 The Unplugged Collection, Vol. 1, Various, Warner Bros., 9 45774-2

### Dalainak jegyzéke
- 1975 Other Days b/w Texas Clover, the Cobras, Viper, 30372
- 1979 My Song b/w Rough Edges, W.C. Clark & the Cobras & Stevie Vaughan, Hole Records, HR-1520
- 1980 Blow Joe Blow (crazy 'bout a saxophone) b/w Sugaree, the Cobras, Armadillo Records, ARS-79-1
- 1983 Without You b/w Criminal World, David Bowie, 1983, EMI, B-8190
- 1983 Modern Love b/w Modern Love, David Bowie, EMI, EA 158
- 1983 Lovestruck Baby b/w Rude Mood, Epic, A 3689
- 1983 Let's Dance b/w Cat People, David Bowie, EMI, EA 152
- 1983 China Girl b/w Shake It, David Bowie, EMI, EA 157
- 1985 Look At Little Sister b/w Change It, Epic, 05731
- 1985 Living In America b/w How Do You Stop?, James Brown, Scotti Bros., ZS8 69117
- 1986 Willie The Wimp b/w Willie The Wimp, Epic, 34-06996 (promó)
- 1986 Superstition b/w Willie The Wimp, Epic, 06996
- 1986 Superstition b/w Pride And Joy, Epic, 06601
- 1986 Heartache Away b/w Love Roulette, Don Johnson, Epic, 06426
- 1986 First We Take Manhattan b/w Famous Blue Raincoat, Jennifer Warnes, Cypress, 661115-7
- 1987 Pipeline b/w Pipeline, Columbia, 38-07240, (Dick Dale-lel, promó)
- 1987 Pipeline b/w Lovestruck Baby, Columbia, 38-07340 (Dick Dale-lel)
- 1989 The House Is Rockin', Epic, ESK 1931 (promó)
- 1989 Crossfire b/w Crossfire, Epic, ESK 1887 (promó)
- 1989 Crossfire, Epic, ESK 1638 (promó)
- 1990 Wall Of Denial, Epic, ESK 1998 (promó)
- 1990 Tick Tock, the Vaughan Brothers, Epic, ZSK 2207 (Jimmie Vaughannal, promó)
- 1990 Tick Tock b/w Brothers, the Vaughan Brothers, Epic, 73576 (Jimmie Vaughannal)
- 1990 Telephone Song, the Vaughan Brothers, Epic, ZSK 2250 (with Jimmie Vaughan, promó)
- 1990 Good Texan, the Vaughan Brothers, Epic, ZSK 73673 (with Jimmie Vaughan, promó)
- 1991 Wham! b/w Empty Arms, Epic, 34-74198
- 1991 The Sky Is Crying b/w Chitlins Con Carne, Epic, 34-74142
- 1991 The Sky Is Crying, Epic, ESK 4181 (promó)
- 1991 Empty Arms, Epic, ESK 4355 (promó)
- 1992 Shake For Me, Epic, ESK 4846 (promó)
- 1992 Little Wing, Epic, ESK 4435 (promó)

## Grammy-díjai
1992 – 35th Annual GRAMMY Awards
- díj: Stevie Ray Vaughan & Double Trouble (Chris "Whipper" Layton, Tommy Shannon, Stevie Ray Vaughan, Reese Wynans)
- műfaj: Rock
- kategória:Best Rock Instrumental Performance
- dal:Little Wing
- előadó: Stevie Ray Vaughan & Double Trouble

1992 – 35th Annual GRAMMY Awards
- díjazott: Stevie Ray Vaughan & Double Trouble (Chris "Whipper" Layton, Tommy Shannon, Stevie Ray Vaughan, Reese Wynans)
- műfaj: Blues
- kategória:Best Contemporary Blues Album
- album:The Sky Is Crying
- előadó: Stevie Ray Vaughan & Double Trouble

1990 – 33rd Annual GRAMMY Awards
- díjazott: Vaughan Brothers (Jimmie Vaughan, Stevie Ray Vaughan)
- műfaj: Rock
- kategória:Best Rock Instrumental Performance
- dal: D/FW
- előadó: Vaughan Brothers

1990 – 33rd Annual GRAMMY Awards
- díjazott: Vaughan Brothers (Jimmie Vaughan, Stevie Ray Vaughan)
- műfaj: Blues
- kategória:Best Contemporary Blues Recording
- album: Family Style
- előadó: Vaughan Brothers

1989 – 32nd Annual GRAMMY Awards
- díjazott: Stevie Ray Vaughan And Double Trouble (Chris "Whipper" Layton, Tommy Shannon, Stevie Ray Vaughan, Reese Wynans)
- műfaj:  Blues
- kategória: Best Contemporary Blues Recording
- album: In Step
- előadó: Stevie Ray Vaughan & Double Trouble

1984 – 27th Annual GRAMMY Awards
- díjazott:J.B. Hutto And The New Hawks (Brian Bisesi), John Hammond, Koko Taylor And The Blues Machine (Steve Freund, Willie Hays, Emmet "Maestro" Sanders, Koko Taylor, Bay Williams), Luther "Guitar Junior" Johnson, Stevie Ray Vaughan And Double Trouble (Chris "Whipper" Layton, Tommy Shannon, Stevie Ray Vaughan) & Sugar Blue.
- műfaj: Blues
- kategória: Best Traditional Blues Recording
- előadó: Blues Explosion John Hammond, Stevie Ray Vaughan & Double Trouble, Sugar Blue,  Koko Taylor & The Blues Machine, Luther "Guitar Junior" Johnson, J.B. Hutto & The New Hawks